# 勒图尔特罗斯奈
勒图尔特罗斯奈（法語：Le Thoult-Trosnay）是法国马恩省的一个市镇，属于埃佩尔奈区（Épernay）蒙特米赖县（Montmirail）。该市镇总面积14.89平方公里，2009年时的人口为91人。

## 人口
勒图尔特罗斯奈人口变化图示